# 이천우 (조선)
이천우(李天祐, 1354년 ∼ 1417년(태종 17년))는 고려 말기의 문신(文臣) 겸 무신(武臣)이며, 조선 초기의 문신, 무신, 군인이자 조선의 왕족 종실(王族 宗室)이다. 조선 창건 시절 초기 그의 前 작위는 완산후(完山侯), 완산군(完山君)이었고 이후 완산부원군(完山府院君)에 진책되었다. 본관은 전주(全州)이고 시호는 양도(襄度)이다. 조선 태조 이성계(李成桂)의 배다른 형인 완풍대군 이원계(完豊大君 李元桂)의 둘째아들로, 이양우(李良祐)의 아우이고, 이조(李朝)와 이백온(李伯溫)의 형이다. 고려 말기의 무신, 군인으로 이성계를 도와 왜구 토벌에 출정하여 공을 세우고, 1392년 조선 건국에 참여하였으며, 이후 왕위 계승권을 놓고 갈등을 보이자 그는 이방원의 편에 가담하였다.
제1차 왕자의 난 때 이방원을 도와 정도전(鄭道傳) 일파 숙청에 가담하였고, 제2차 왕자의 난 때도 이방원을 도왔다. 1398년(태조 7년) 완산후(完山侯)에 봉작되었다가 1401년 완산군(完山君)으로 개봉되고, 이듬해 1402년에는 부원군(府院君)으로 진봉하여 완산부원군(完山府院君)이 되었다. 함경남도 영흥 출신.

## 생애

### 군인, 왜구 토벌 활동
조선 태조 이성계(李成桂)의 형(兄)이었던 이원계(李元桂)의 둘째아들로 태어났다. 이양우(李良祐)의 아우이고, 이후 동생 이조(李朝)와 이백온(李伯溫)이 태어났다.
어려서부터 활쏘기와 말타기를 잘하고, 풍채가 아름다웠으며, 그릇이 컸다. 1369년(공민왕 18년) 동녕부(東寧府)의 태수가 되었으며, 그해 사퇴하고 숙부 이성계의 휘하에 들어가 여러번 왜구를 토벌에 출정, 참여하였다. 왜구 토벌에 공을 세우고, 1392년(공양왕 4년) 7월 조선 건국에 참여하였다.

### 조선 건국 이후

#### 제1차 왕자의 난
1393년(태조 2년) 8월 강천수(姜天守) 등 595인과 더불어 개국원종공신(開國原從功臣)에 녹훈되었다.
1394년에 상의중추원사(商議中樞院事)가 되고, 1396년 강원도조전절제사(江原道助戰節制使)로 부임하여 강원도지역을 침략하는 왜구를 토벌하고 해안가 단속 및 왜구방비에 노력하였다. 이후 이방원의 편에 가담하여 활동하였다. 1398년에 동지중추원사가 되었으며, 이해 이방원(李芳遠)이 정변을 일으켜 정도전, 남은, 심효생 일파를 암살하자 이방원과 함께 형 양우와 더불어 정사공신(定社功臣) 2등관에 책록되고 150결의 공신전을 받았으며, 완산후의 작위를 받았다.

#### 제2차 왕자의 난
1400년(정종 2년) 판중추원사를 거쳐 지삼군부사(知三軍府事)로 있으면서 이방원과 회안대군 이방간 사이에 갈등으로 제2차 왕자의 난이 일어나자 역시 이방원을 도와 방간군과 교전, 이방원이 승리하면서 좌명공신(佐命功臣) 2등관에 녹선되고 100결의 공신전을 지급받았다. 태종 즉위 후 1402년(태종 2년) 안주도절제사로 부임하였다. 1403년(태종 3년) 완산군(完山君)에 개봉되었다.

### 생애 후반
1404년 판사평부사(判司平府事)를 지내고, 1407년 명나라에 정조사(正朝使)가 파견될 때 정조부사(正朝副使)로 북경에 다녀왔다. 이듬해 귀국, 그해 의정부찬성사에 오르고, 이후 병조판서를 지냈다. 1409년 병조판서로서 삼군진무소(三軍鎭撫所)가 신설되자 삼군진무소 도진무도총제(三軍鎭撫所都鎭撫都摠制)를 겸임하였다.
1410년(태종 10년) 판의흥부사에 이어 다시 의정부찬성사가 되고, 판의용순금사사(判義勇巡禁司事)를 겸임하였으며, 1413년 이조판서 등을 거쳐 서북면도체찰사로 나갔다. 1414년 소환, 부원군으로 진봉되어 완산부원군이 되었고, 의금부 도제조를 지낸 뒤 다시 의정부찬성사에 재임명되었다.

### 사후
사후에 태종의 묘정에 배향되고, 전라도 영광의 묘장영당(畝長影堂)에 제향되었다. 시호는 양도(襄度)이다.

## 가족 관계
그의 부인 여흥민씨는 민제의 딸로 민무구, 민무질, 민무휼, 민무회는 그의 처남이다. 사촌동생들인 태종 이방원의 처 원경왕후, 덕안대군 방연의 처 여흥민씨는 모두 그의 처제들로, 사촌동생이면서 동서간이 된다. 양녕대군, 효령대군, 세종대왕, 성녕대군의 5촌 당숙이면서 이모부가 된다.
또안 며느리 중 한명은 사촌동생 정종의 왕비인 정안왕후의 여동생이 된다.
- 할아버지 : 환조 이자춘
  - 동복 숙부 : 영성대군 이천계: 환조 이자춘 형님 이자흥의 양자
  - 이복 숙부 : 태조 이성계
  - 이복 숙부: 의안대군 이화
- 부 : 완풍대군 이원계(李元桂)
- 전모 : 개성 김씨
  - 친형 : 이양우(李良祐)
- 친모 : 경주 김씨
- 계모 : 남평 문씨
  - 동생 : 이조(李朝)
  - 동생 : 이백온(李伯溫)
- 본인: 완산부원군 이천우
- 부인 : 삼한국대부인 여흥 민씨
  - 아들 : 이굉(李宏)
  - 며느리: 경주 김씨(월성부원군 김천서의 딸, 정안왕후의 여동생)
  - 처제 : 원경왕후
  - 동서 : 조박(趙璞)
  - 동서/사촌동생 : 태종 이방원
    - 이질/5촌 당조카 : 세종대왕

  - 동서 : 노한(盧閈)
  - 장인 : 민제(閔霽)
  - 처남 : 민무구, 민무질, 민무휼, 민무회
  - 처제 : 민씨
  - 동서/사촌동생 : 덕안대군 방연

## 이천우가 등장하는 작품
- 《용의 눈물》 (KBS, 1996년~1998년, 배우:김옥만)
- 《육룡이 나르샤》 (SBS, 2015년~2016년, 배우:최대성)

## 참고 문헌
- 고려사
- 태조실록
- 정종실록
- 태조실록
- 대동야승
- 연려실기술

## 같이 보기
- 원종공신
- 정사공신
- 개국공신
- 좌명공신
- 완풍대군
- 제1차 왕자의 난
- 제2차 왕자의 난
- 정도전
- 이방원
- 이천우선생묘 및 신도비